# Liste des produits Gibson
 (janvier 2018).
Si vous disposez d'ouvrages ou d'articles de référence ou si vous connaissez des sites web de qualité traitant du thème abordé ici, merci de compléter l'article en donnant les références utiles à sa vérifiabilité et en les liant à la section « Notes et références ».
Cette liste regroupe l'intégralité des instruments produits par la Gibson Guitar Corporation, en ordre alphabétique. 
Cette liste exclut les produits de sous-marques de Gibson, telles que Epiphone.

## Guitares

### Guitares acoustiques
- Advanced Jumbo
- Série B
- Blues King
- B12-45 12 cordes
- C-165
- Chet Atkins SST
- Hummingbird
- Dove
- Heritage
- Gibson EAS Standard
- Gibson EAS Deluxe
- F-25 Folksinger
- Gospel
- Série J
  - J-160E
  - J-185
  - J-30
  - J-45
  - J-50
  - J-100
  - J-150 Maple
  - J-180
  - J 200
  - J-250 Monarch
  - J-2000
- Série L
  - L-00
  - L-1
  - L-3
  - L-4
  - L-5
  - L-130
  - L-140
  - L-150 Custom
  - LC-1 Cascade
  - LC-2 Sonoma
- Série LG
  - LG-0
  - LG-1
  - LG-2
  - LG-3
- Série Nick Lucas
- SJ-299 Western Classic
- SJ-300 Rosewood
- Série Songmaker
- Série Songwriter
- Southern Jumbo
- Super 200 Cutaway Custom
- Super 300, Super 300 C

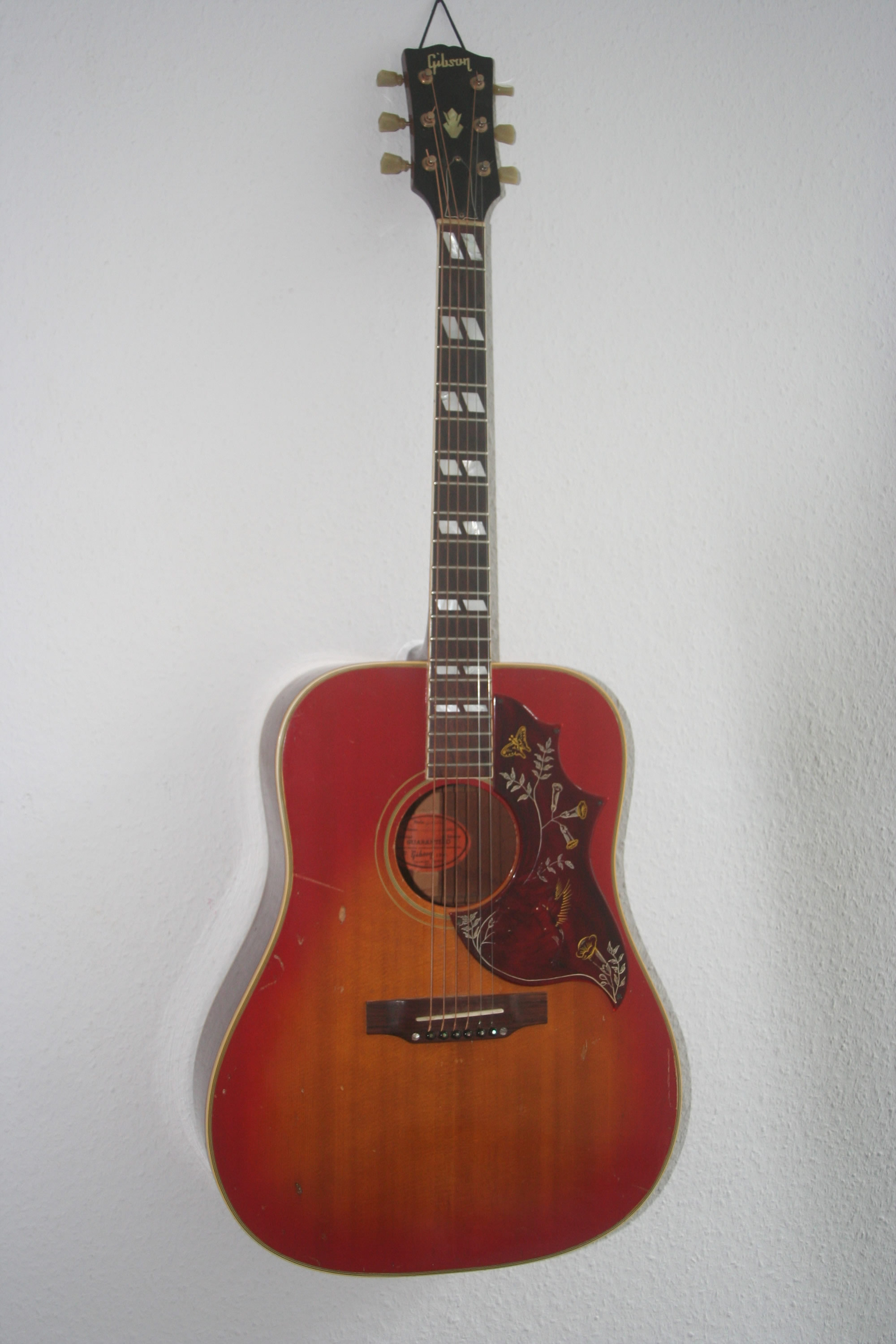
Gibson Hummingbird

- Super 400, Super 400 C et Super 400 Premier

### Guitares électriques

#### Guitares Hollowbody (creuse) et Semi-Hollowbody (semi-creuse)

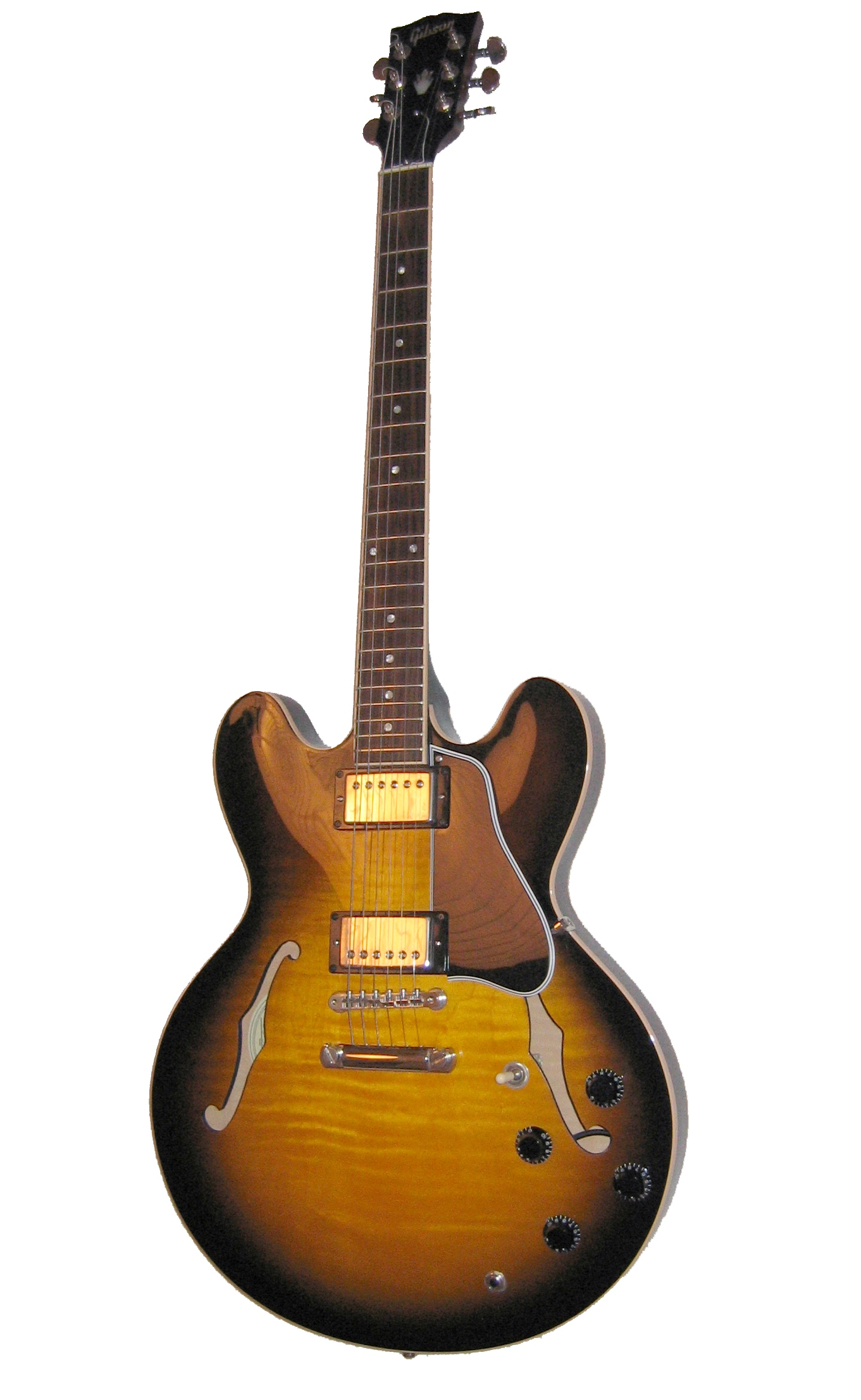
Gibson ES-335

- Séries Artist
  - B. B. King Lucille
  - Byrdland
  - Howard Roberts Custom et Fusion
  - Les Paul Signature
- Citation
- Série CS
  - CS-336
- Série ES
  - ES-5 and ES-5 Switchmaster
  - ES-120
  - ES-125
  - ES-135
  - ES-137
  - ES-140
  - ES-140T
  - ES-150
  - ES-165
  - ES-175
  - ES-195
  - ES-225
  - ES-295
  - ES 300
  - ES-325
  - ES-330
  - ES-333
  - ES-335
  - ES-339
  - ES-340
  - ES-345
  - ES-347
  - ES-350
  - ES-350T
  - ES-355
  - ES-359
- Série L
  - L-4 CES
  - L-5 CES
  - Super 400 CES et bjb
  - Super V et Super V bjb
  - Le Grand

#### Guitares à corps plein
- 335-S
- Alpha Q-2000/Q-3000
- Blueshawk
- Chet Atkins CEC (Cutaway Electric Classical)
- Corvus
- Digital
- Dark Fire
- EDS-1275
- Explorer
- Firebird
- Flying V
- Futura
- GK-55
- Invader
- L-5S
- L-6S
- Les Paul
  - Baritone
  - BFG
  - Classic
  - Custom
    - Anniversary 25/50
    - Black Beauty

  - Deluxe
  - Doublecut
  - Junior
  - Goldtop
  - Recording
  - Special
  - Standard
  - Studio
    - Gothic
    - Swamp Ash
    - Voodoo

  - The Paul
  - Traditional
  - Tribute
- Little Lucille
- Marauder
- MIII
- Melody Maker
- Moderne
- Nighthawk
- RD
  - Artist
  - Custom Artist
  - Standard
- Robot Guitar
- S-1
- SG
  - Artist
  - Classic
  - Custom
  - Junior
  - Pro
  - Special
  - Standard
  - Supreme
- Sonex
- Spirit
- U2
- US-1
- Victory
  - Victory MV 2
  - Victory MV X

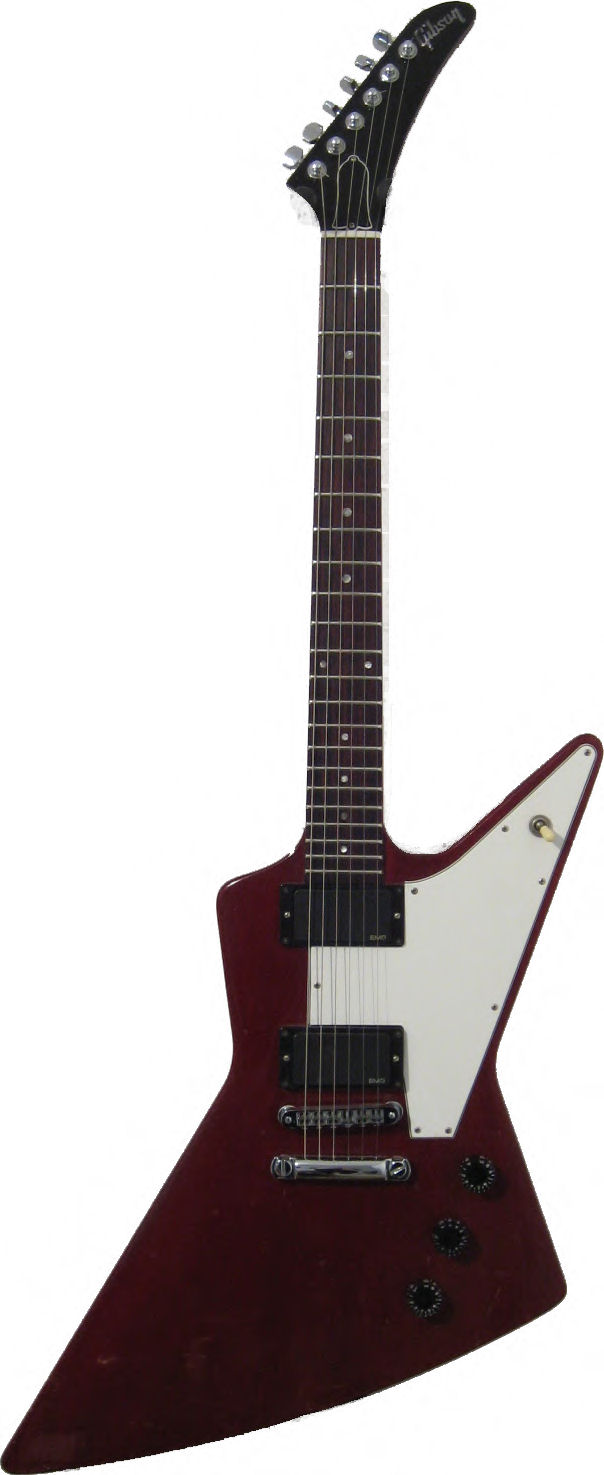
Gibson Explorer
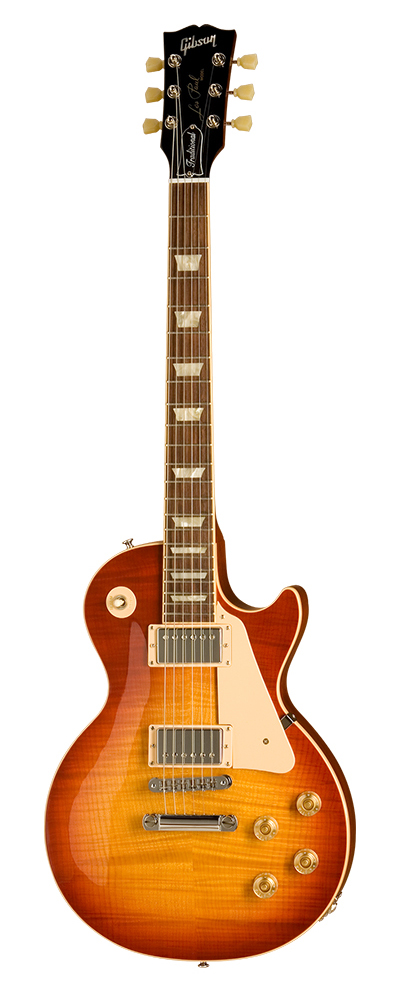
Gibson Les Paul Traditional
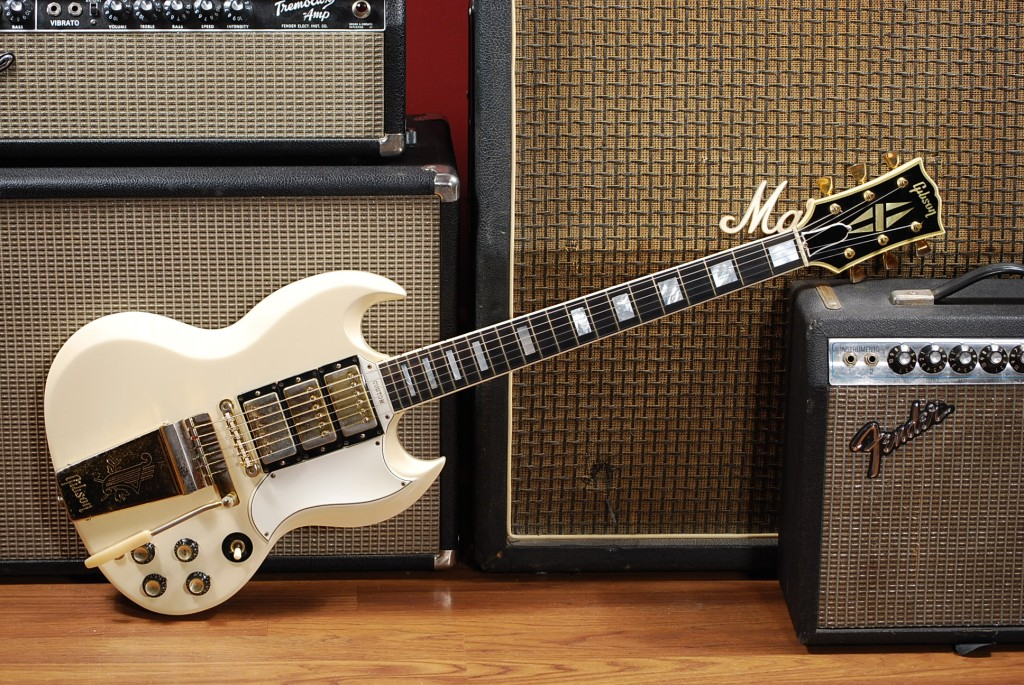
Gibson SG Custom de 1963

#### Guitares basses

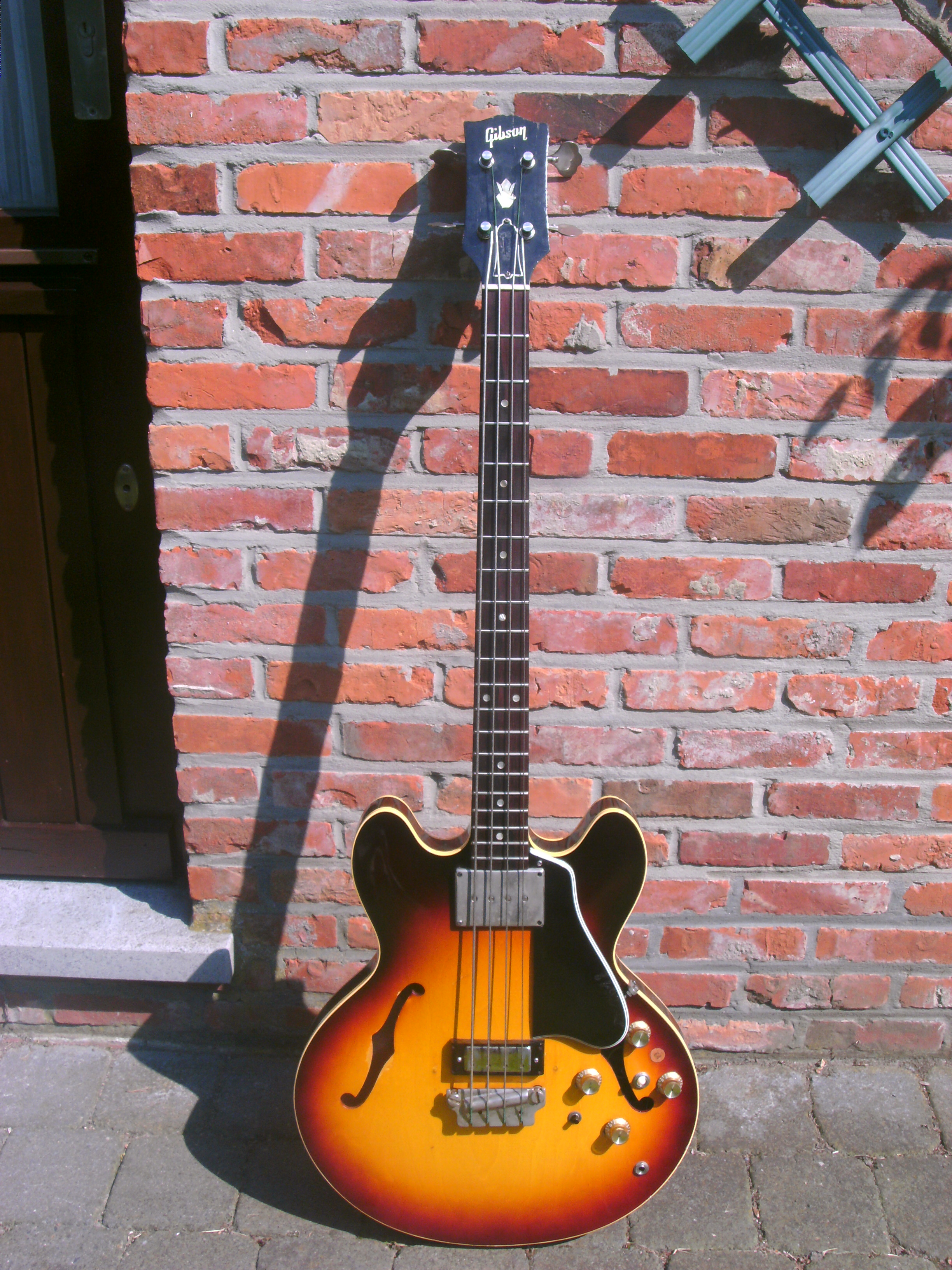
Gibson EB-2

- 20/20
- Série EB (Electric Bass)
  - EB-0
  - EB-0F
  - EB-1
  - EB-2
  - EB-2D
  - EB-2W
  - EB-3
  - EB-3L
  - EB-4L
  - EB-6
- G3
- Flying V Bass
- Grabber
- Les Paul
- Leland Sklar Signature Model
- RD
  - Artist
  - Standard
- Ripper
- SB Series
  - SB-300
  - SB-350
  - SB-400
  - SB-450
- Thunderbird
  - Blackbird
  - Thunderbird Studio 4-string
  - Thunderbird Studio 5-string
- Victory
  - Victory Standard
  - Victory Artist

## Amplificateurs

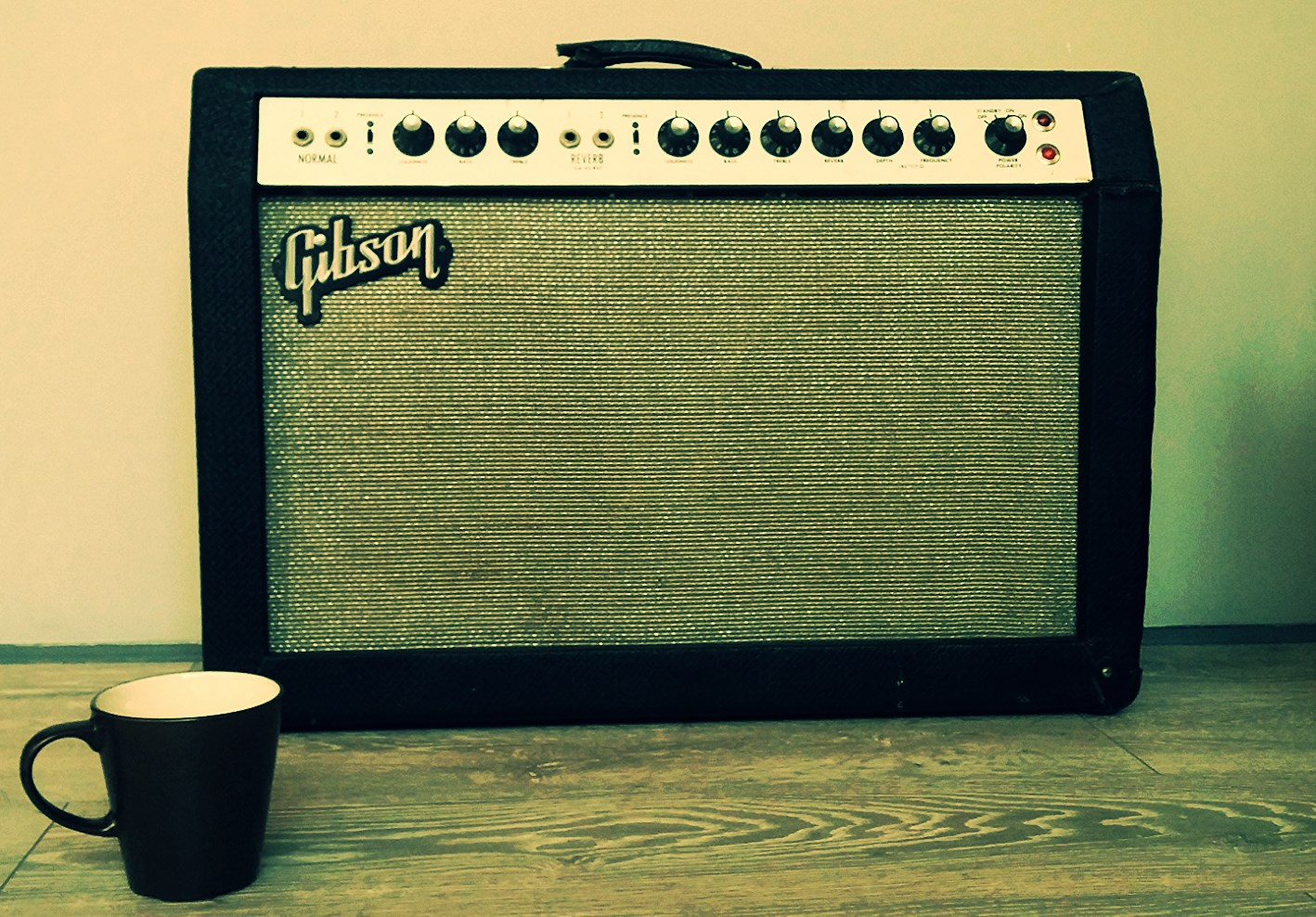
Amplificateur Gibson Lancer GA-35

- Atlas Medalist
- Atlas IV Bass Amp
- Duo Medalist
- Falcon
- GA5 Les Paul Junior
- GA-6 Lancer
- GA-15
- GA-15RVT
- GA-20
- GA-20RVT
- GA-25
- GA-30
- GA-30 Invader
- GA-35 Lancer
- GA-40 Crestline
- GA-60 Hercules
- GA-77 Vanguard
- GA-80 Varitone
- GA-90
- KEH Amplifier
- Medalist
- Medalist Quartet
- Medalist 4/10
- Power Stealth
- Skylark amplifier
- Super Goldtone Amplifiers
- Super Medalist
- Titan Medalist

## Mandolines

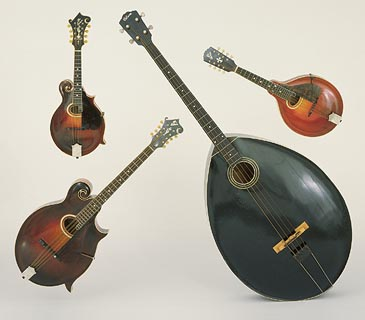
Mandolines Gibson

### Mandolines acoustiques
- Série A
  - A-5
  - A-9
- Série F
  - F-5
  - F-9
  - F Goldrush
- Mandolas
- Mandocellos
  - K, K-1, K-2
  - K-4
  - k-5 Mandocello
- Mandobasses
  - J

### Mandolines électriques

#### Mandolines Hollowbody (creuse)
- EM-100 Mandoline
- EM-125 Mandoline
- EM-150 Mandoline
- F-5E Mandoline
- H-1E Mandola
- H-5E Mandola

#### Mandolines à corps plein
- EM-200
- EMS-1235

## Banjos

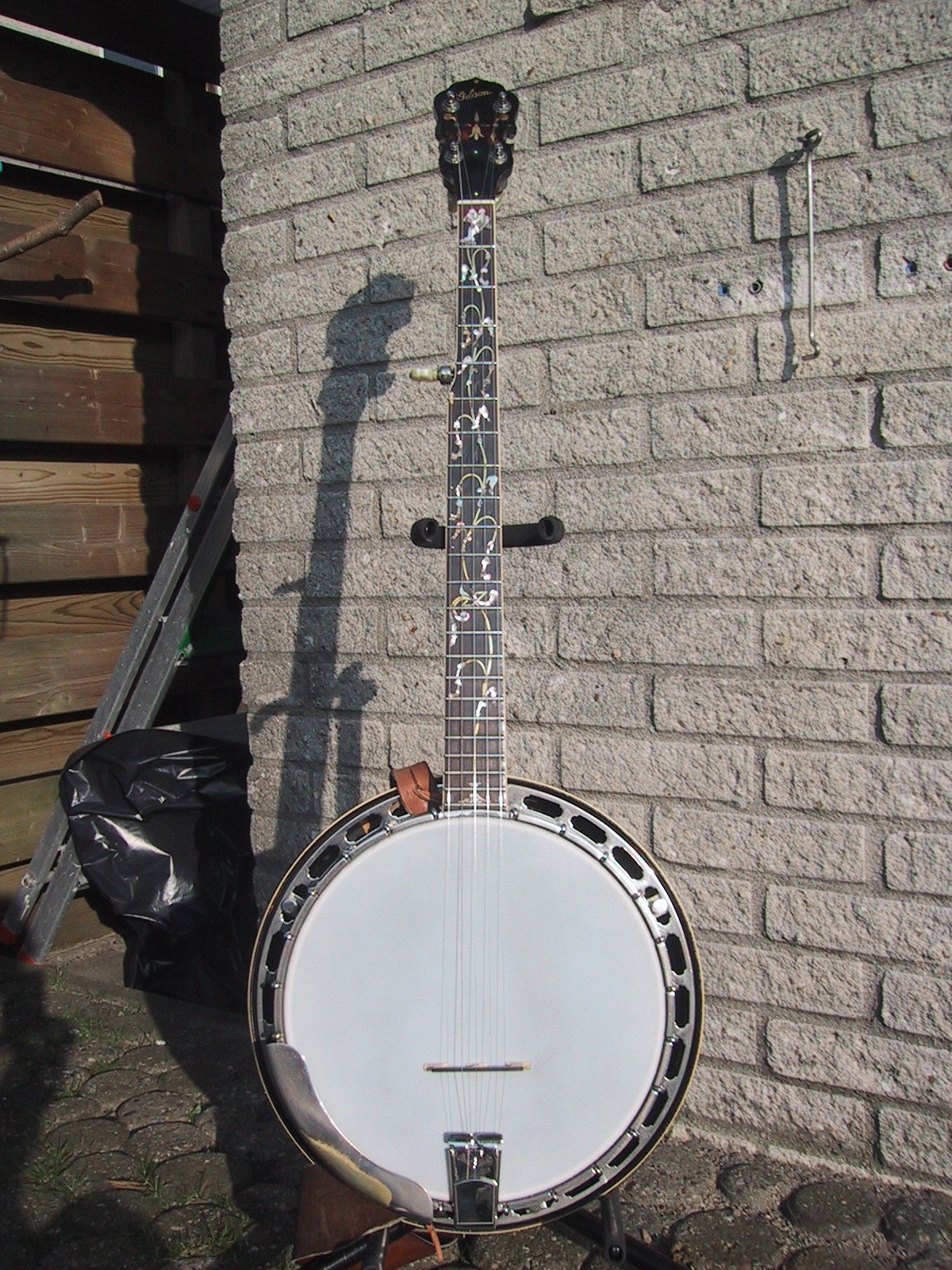
Banjo Gibson

- Série Earl Scruggs
  - Golden Deluxe
  - Standard 5-cordes
  - The Super Earl
- Série Granada
  - Flying Eagle
  - Hearts and Flowers
- J.D. Crowe Black Jack
- Série RB
  - RB
  - RB-250
  - RB-3 Wreath

## Violons
- Violons
  - Model V-15
  - Model V-35
- Altos
- Violoncelles
  - Model G-110
- Contrebasse